# Xã Penn, Quận Lancaster, Pennsylvania
Xã Penn (tiếng Anh: Penn Township) là một xã thuộc quận Lancaster, tiểu bang Pennsylvania, Hoa Kỳ. Năm 2010, dân số của xã này là 8.789 người.